# Lešnik (plod)
Lešnik je  plod leske i stoga obuhvata sve tipove orašastih plodova koji potiču od roda Corylus, a posebno plodove vrste Corylus avellana. Lešnik je grubo sfernog do ovalnog oblika, oko 15–25 mm dugačak i 10–15 mm u prečniku, s spoljnim vlaknastim ljuskama koje okružuju glatku ljusku. Soj filbert je više izdužen i ima otprilike dvostruko veću dužinu od prečnika. Lešnik otpada iz ljuske kada sazri, otprilike 7 do 8 meseci nakon oprašivanja. Jezgro ploda je jestivo i koristi se sirovo ili pečeno ili mleveno u pastu. Seme ima tanku, tamnosmeđu kožu, koja se ponekad uklanja pre kuvanja.
Lešnici se u kondintorskoj industriji koriste za pravljenje pralina, a takođe se koriste u kombinaciji sa čokoladom za čokoladne tartufe i proizvode poput Nutela i frangeliko likera. Lešnjakovo ulje, isceđeno od lešnjaka, ima veoma snažnu aromu i koristi se kao ulje za kuvanje. Turska je najveći svetski proizvođač lešnjaka.
Lešnjaci su bogati proteinima, monozasićenim mastima, vitaminom E, manganom i brojnim drugim važnim hranjivim sastojcima (tabela ishrane ispod).

## Istorija
Godine 1995. su pronađeni dokazi o mezolitskoj obradi oraha velikih razmera, stari oko 8.000 godina, u jednoj jami za otpad na ostrvu Kolonsej u Škotskoj. Dokazi se sastoje od velike plitke jame pune ostataka stotina hiljada nagorelih ljudaka lešnjaka. Lešnjaci su pronađeni i na drugim mezolitskim nalazištima, ali retko u takvim količinama ili koncentrovani u jednoj jami. Plodovi bili radiokarbonski datirani na pre 7720 +/-110 godina, što je oko 6000 pne. Slične lokacije u Britaniji poznate su samo u Farnhamu u Sariju i Kas ni Havin na ostrvu Men.
Ovo otkriće daje uvid u komunalne aktivnosti i planiranje u navedenom periodu. Ti orašasti plodovi su ubrani u toku jedne godine, a analiza polena pokazuje da su sva stabla lešnika bila posečena istovremeno. Obim aktivnosti i nedostatak velike divljači na ostrvu, sugerišu mogućnost da je Kolonsej imao zajednicu sa pretežno vegetarijanskom ishranom tokom vremena koje su provodili na ostrvu. Jama je prvobitno bila na plaži u neposrednoj blizini obale, i bila je povezana sa dve manje, kamenom obložene jame čija funkcija ostaje nejasna, ognjištem i drugom grupom jama.
Tradicionalna metoda povećanja proizvodnje orašastih plodova naziva se „zalamanje”, koja obuhvata podsticanje da više energije stabla ide u proizvodnju cvetnih pupoljaka, zalamanjem, ali ne i odkidanjem, vrhova novih izdanaka date godine sa grupama od šest ili sedam listova na mestima gde se spajaju sa deblom ili granom, na kraju vegetacijske sezone. Tradicionalni izraz za oblast uzgoja lešnika je plat.

## Jestive namene
Ferero SpA, proizvođač Nutele i Ferero Rošea, koristi 25% globalne ponude lešnjaka. Lešnici se koriste u konditorskoj industriji za pravljenje pralina, čokoladnih tartufa i proizvoda od paste od lešnika. U Austriji je pasta od lešnika sastojak za pravljenje torti, poput bečke torte od lešnika. U kijevskom kolaču, brašno od lešnjaka koristi se za aromatizaciju tela, a izdrobljeni lešnici se posipaju preko strana kolača. Dakvaz, francuski desertni kolač, često sadrži sloj šlaga od lešnjaka. Lešnjaci se koriste u turskoj i gruzijskoj kuhinji; zakuska čurčhela i sos sacavi, često sa koriste sa orašastim plodovima. Lešnjaci su takođe čest sastojak muslija. Orašasti plodovi se mogu jesti sveži ili sušeni.
| Produkcija lešnika 2017. godine | Produkcija lešnika 2017. godine |
| Zemlja                          | Produkcija tona                 |
| ------------------------------- | ------------------------------- |
| Turska                          | 675,000                         |
| Italija                         | 131.281                         |
| Azerbejdžan                     | 43.000                          |
| USA                             | 29.030                          |
| Kina                            | 27.044                          |
| Gruzija                         | 21.400                          |
| Svet                            | 1.006.178                       |

## Kultivari
Mnogobrojni kultivari lešnika obuhvataju: Atababa, Barcelona, Batler, Kasina, Klark, Kosford, Davijana, Dele Lange, Engleska, Enis, Hals gigant, Jemtegard, Kent kob, Luis, Tokoli, Tonda gentil, Tonda di Gifoni, Tonda romana, Vanlis prajd i Vilamete. Neki od njih se uzgajaju zbog specifičnih kvaliteta ploda, uključujući veliku veličinu oraha, ili ranu ili kasnu oplodnju, dok se drugi dobijeni ukrštanjem uzgajaju kao oprašivači. Većina komercijalnih lešnjaka se razmnožava iz korenskih izdanaka. Neki kultivari su hibridnog porekla nastali ukrštanjem običnog lešnika i filberta.

## Žetva
Lešnjaci se beru svake godine sredinom jeseni. Kako se bliži jesen, sa drveća opadaju lešnici i lišće. Većina komercijalnih uzgajivača čeka da plodovi sami opadnu, umesto da koriste opremu da bi ih odbacili sa stabla. Sakupljanje opalih orašastih plodova vrši se ručno ili mehanički.
Četiri osnovna dela opreme koriste se u komercijalnoj berbi: mašina za prikupljanje (sabirač), kombajn, prikolica za plodove i viljuškar. Mašina za prikupljanje pomera plodove u sredinu redova, kombajn podiže i odvaja plodove od raznog debrisa (kao što su grančice i lišće), prikolica sa plodove prihvata plodove koje je pokupio kombajn, a viljuškar prinosi sabirač kako bi se istovario plod, a zatim slaže sabirne posude za transport do procesora (sušara lešnjika).
Sabirač je niska površinska mašina koja pravi dva prolaza u svakom redu stabala. On ima kaiš od 2 metra pričvršćen sa prednje strane koji se okreće radi pometanja lišća, lešnika i malih grančica s leva na desno, odlažući materijal u sredinu reda dok se kreće napred. Sa stražnje strane mašine za metenje je moćan duvač za oduvavanje zaostalog materijala u susedni red brzinom vazdušnom strujom do 90 m/s. Pažljiv uzgoj tokom godine i strpljivo izduvavanje tokom žetve mogu da eliminišu potrebu za ručnim grabuljanjem oko debla drveta, gde se mogu nakupljati lešnici. Aparat za metenje priprema jedan središnji red ploda koji je dovoljno uzak da se žetveni traktor može voziti preko njega bez gaženja po središnjem redu. Najbolje je da se pomete samo nekoliko redova ispred kombajna u bilo kojem trenutku kako bi se sprečilo da traktor koji pokreće kombajn gnječi plodove koji još mogu pasti sa stabala. Voćnjaci lešnjaka mogu se ubirati do tri puta tokom sezone žetve, u zavisnosti od količine orašastih plodova na drveću i stope pada ploda usled vremenskih prilika.
Kombajn je mašina koja se polako kreće povlačena traktorom. Kombajn podiže materijal sa zemlje i odvaja plod od lišća, praznih ljuski i grančica. Dok se kombajn kreće preko redova, rotirajući cilindar sa stotinama zubaca, grabulja materijal na kaiš. Remen prevodi materijal preko duvača i iznad snažnog vakuuma koji usisava svo lagano tlo i lišće iz orašastih plodova, te ih ispušta u voćnjak. Preostali plodovi se prenose u sabirnu prikolicu koja se vuče iza kombajna. Kad se jednom prikolica napuni lešnikom, viljuškar iznosi pune spremnike i vraća prazne kod kombajna da bi se maksimaliziralo vreme žetve.
Dve različite vremenske strategije koriste se za prikupljanje otpalih plodova. Prva je rana berba, kada je otpalo oko polovine orašastih plodova. Sa manje materijala na zemlji, kombajn može brže da radi s manjom šansom od pojave zastoja. Druga opcija je da se sačeka da svi plodovi opadnu pre berbe. Iako se prva opcija smatra boljom od ove dve, dva ili tri prolazaka zahtevaju više vremena da se završi berba od jednog prolaza. Vremenske prilike se takođe moraju uzeti u obzir. Kiša sprečava žetvu i ako poljoprivrednik čeka da sav lešnik opadne nakon kišne sezone, berba postaje znatno teža. Prikupljanje takođe varira od toga koliko se hektara obrađuje, kao i od dostupnog broja mašina za čišćenje, kombajna, prikolica za plod i viljuškara.

## Produkcija
Godine 2017. svetska proizvodnja lešnika (u ljusci) iznosila je milion tona. Turska je proizvela 67% svetske ukupne vrednosti, a slede Italija, Azerbejdžan, Sjedinjene Države, Kina i Gruzija.
U Sjedinjenim Državama, Oregon je proizveo 99% nacionalne proizvodnje 2014. godine, pri čemu je vrednost useva iznosila 129 miliona dolara. Ovaj usev uglavnom otkupljuje prehrambena industrija. Do ekspanzije proizvodnje lešnika u Kanadi u Ontariju dogodilo se 2017. godine.
Na južnoj hemisferi, Čile je bio najveći proizvođač lešnika u 2015. godini, a najveći deo proizvodnje izvezen je za Evropu i Sjedinjene Države. U 2016. godini, Čile je izvezao 6.500 tona lešnjaka.
U Velikoj Britaniji se najviše uzgaja sorta Kent lešnika. Plodovi se ručno ubiraju i jedu se zeleni. Prema podacima agencije BBC, najveći nacionalni proizvođač je farma Ruvej u Kentu.

## Nutrijenti
Referentna količina od 100 grama sirovih lešnika pruža 2.630 kJ (628 kcal) i bogat je izvor (20% ili više dnevne vrednosti, DV) brojnih esencijalnih hranjivih sastojaka (videti tabelu). U posebno velikim količinama su prisutni protein, dijetarna vlakna, vitamin E, gvožđe, tiamin, fosfor, mangan i magnezijum, sa preko 30% DV (tabela). Nekoliko vitamina grupe B ima značajan sadržaj. U manjim, ali još uvek značajnim količinama (umereni sadržaj, 10-19% DV) su prisutni vitamin K, kalcijum, cink i kalijum (tabela). Lešnjaci su značajan izvor ukupne masti, čineći 93% DV u 100-gramskoj količini. Masne komponente su mononezasićene masti kao oleinska kiselina (75% od totala), polinezasićene masti uglavnom kao linolna kiselina (13% od totala), i zasićene masnoće, uglavnom kao palmitinska kiselina i stearinska kiselina (zajedno, 7% od totala).